# بزمجه‌های دروغین
بزمجه‌های دروغین (نام علمی: Callopistes) سرده‌ای از مارمولک‌ها از تیرهٔ سوسماران دم‌شلاقی (Teiidae) است. این سرده دارای دو گونه زنده است که بومی اکوادور، پرو و شیلی هستند و همچنین دو گونه فسیلی موجود در آرژانتین هستند.

## گونه‌ها
| تصویر | نام علمی                                                | نام رایج            | پراکندگی      |
| ----- | ------------------------------------------------------- | ------------------- | ------------- |
|       | Callopistes flavipunctatus (AMC Duméril & Bibron، 1839) | بزمجه دروغین        | پرو و اکوادور |
|       | Callopistes maculatus Gravenhorst، 1838                 | بزمجه دروغین خالدار | شیلی          |